# Kamienica Rodryga Mroczkowskiego w Warszawie
Kamienica Rodryga Mroczkowskiego – eklektyczna kamienica znajdująca się w warszawskim Śródmieściu Południowym, przy ulicy Mokotowskiej 57, zwana również kamienicą Krakowiacy i Górale.

## Opis
Budynek zaprojektowany przez Zygmunta Binduchowskiego powstał, wraz z sąsiednią kamienicą, w latach 1900–1904 dla hrabiego Rodryga Mroczkowskiego. W czasie II wojny światowej sąsiednia kamienica, o adresie Mokotowska 59, uległa zniszczeniu, natomiast kamienica pod numerem 57 ocalała w dobrym stanie, zniszczeniu uległy jedynie jej oficyny.
Charakterystycznym elementem kamienicy są rzeźby Krakowiaków oraz Górali w strojach ludowych podtrzymujące loggie. Po 1945 roku balkon znajdujący się pomiędzy atlantami znajdującymi się z prawej strony bramy zlikwidowano i stworzono w jego miejsce drzwi wejściowe. W bramie kamienicy zachował się przedwojenny dębowy bruk. W narożnikach bramy znajdują się żeliwne odboje w formie krasnali. Obecnie w kamienicy znajduje się m.in. butik Macieja Zienia.

## Galeria

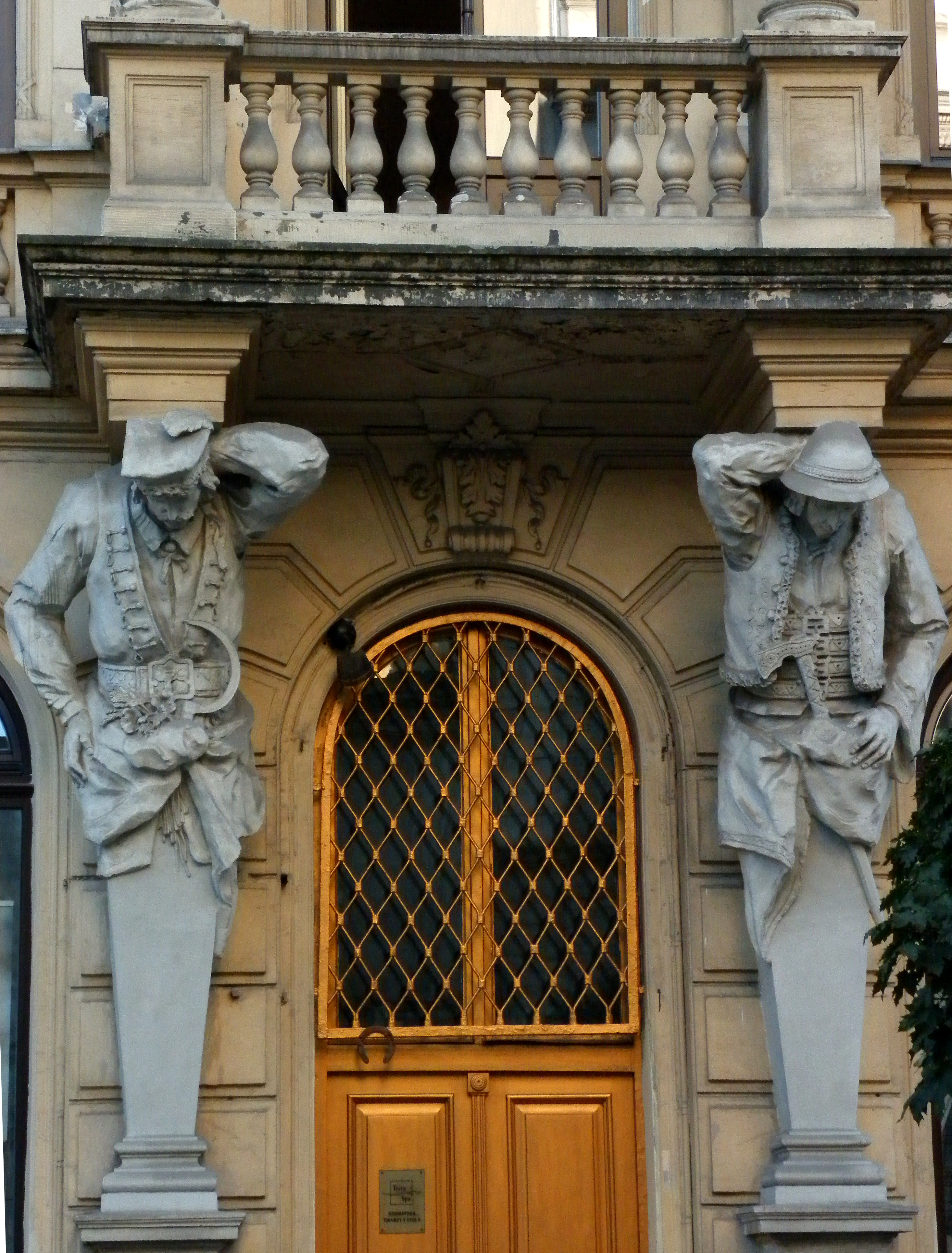
Rzeźby Krakowiacy i Górale
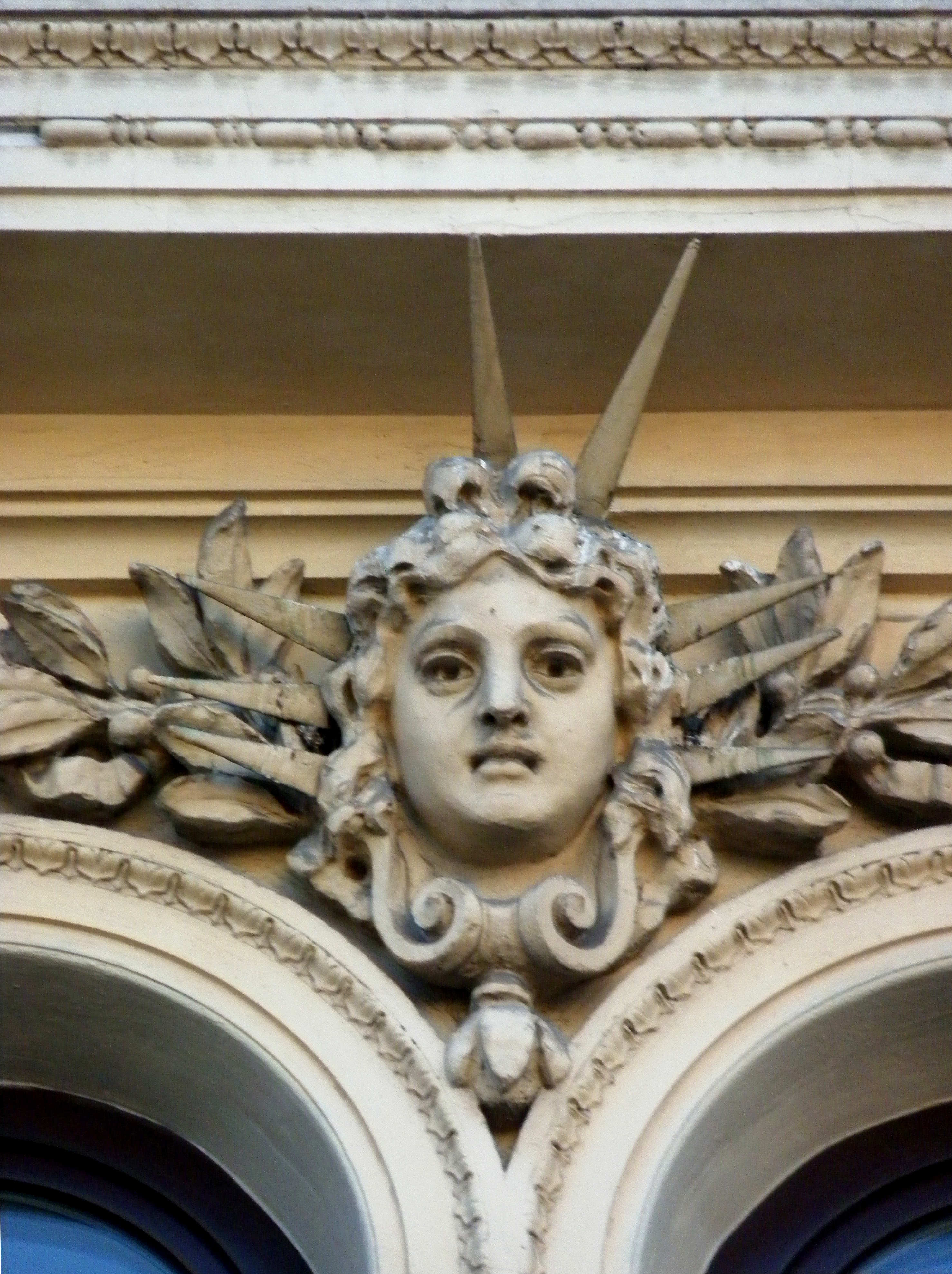
Rzeźba na elewacji
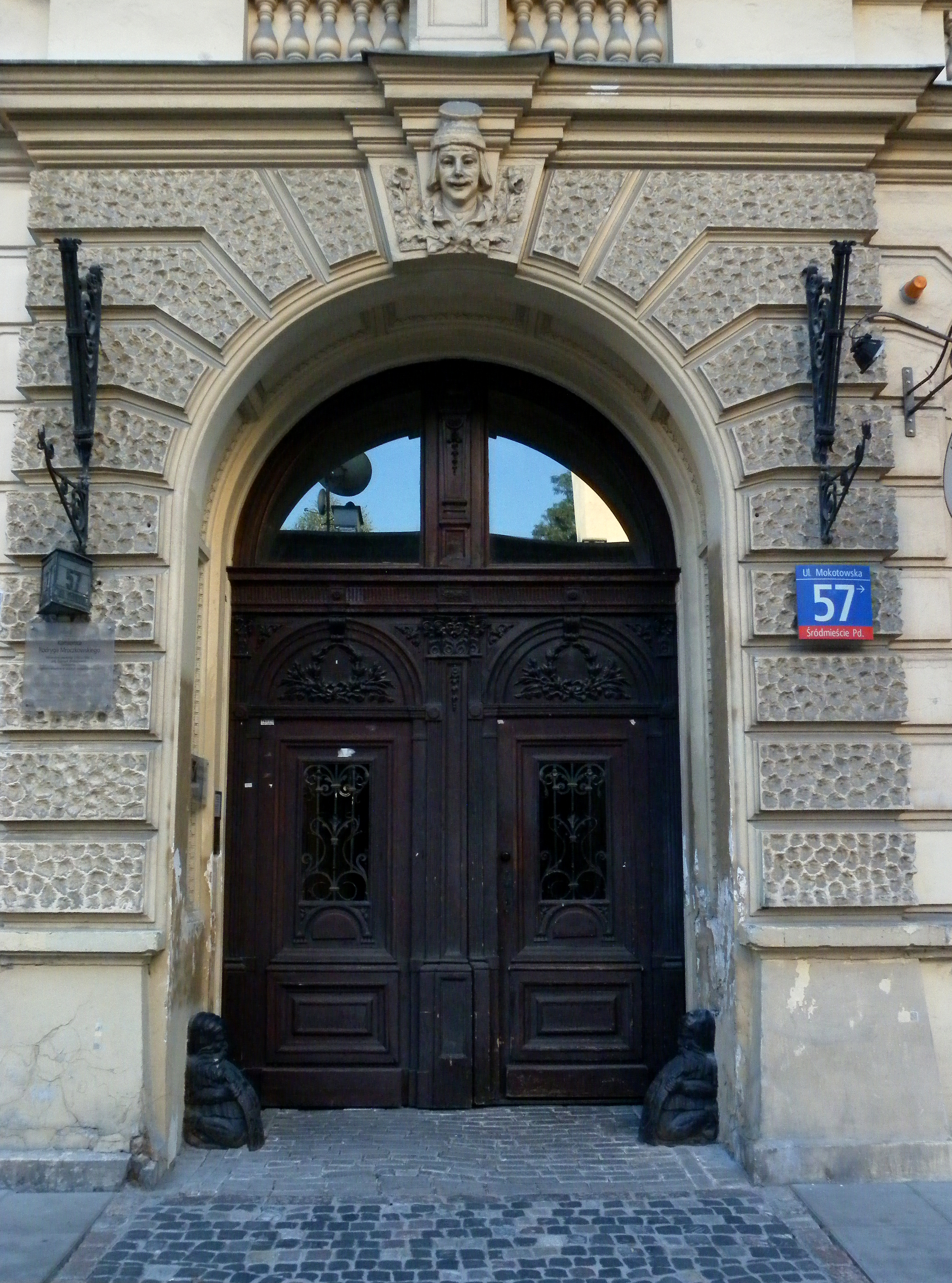
Brama
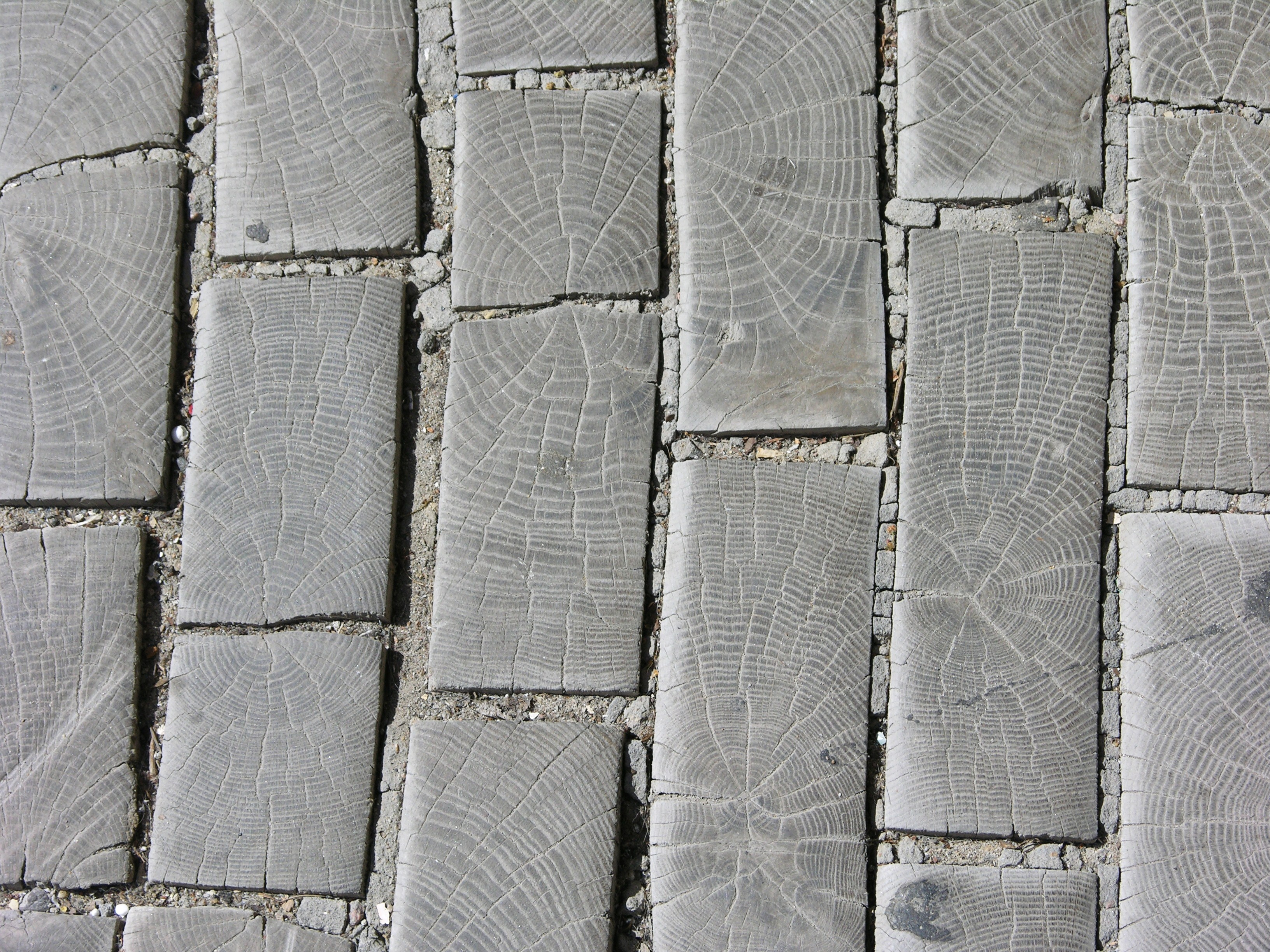
Zachowany drewniany bruk